# Hoàng Sơn (xã)
Hoàng Sơn là một xã thuộc huyện Nông Cống, tỉnh Thanh Hóa, Việt Nam.